# Eggo

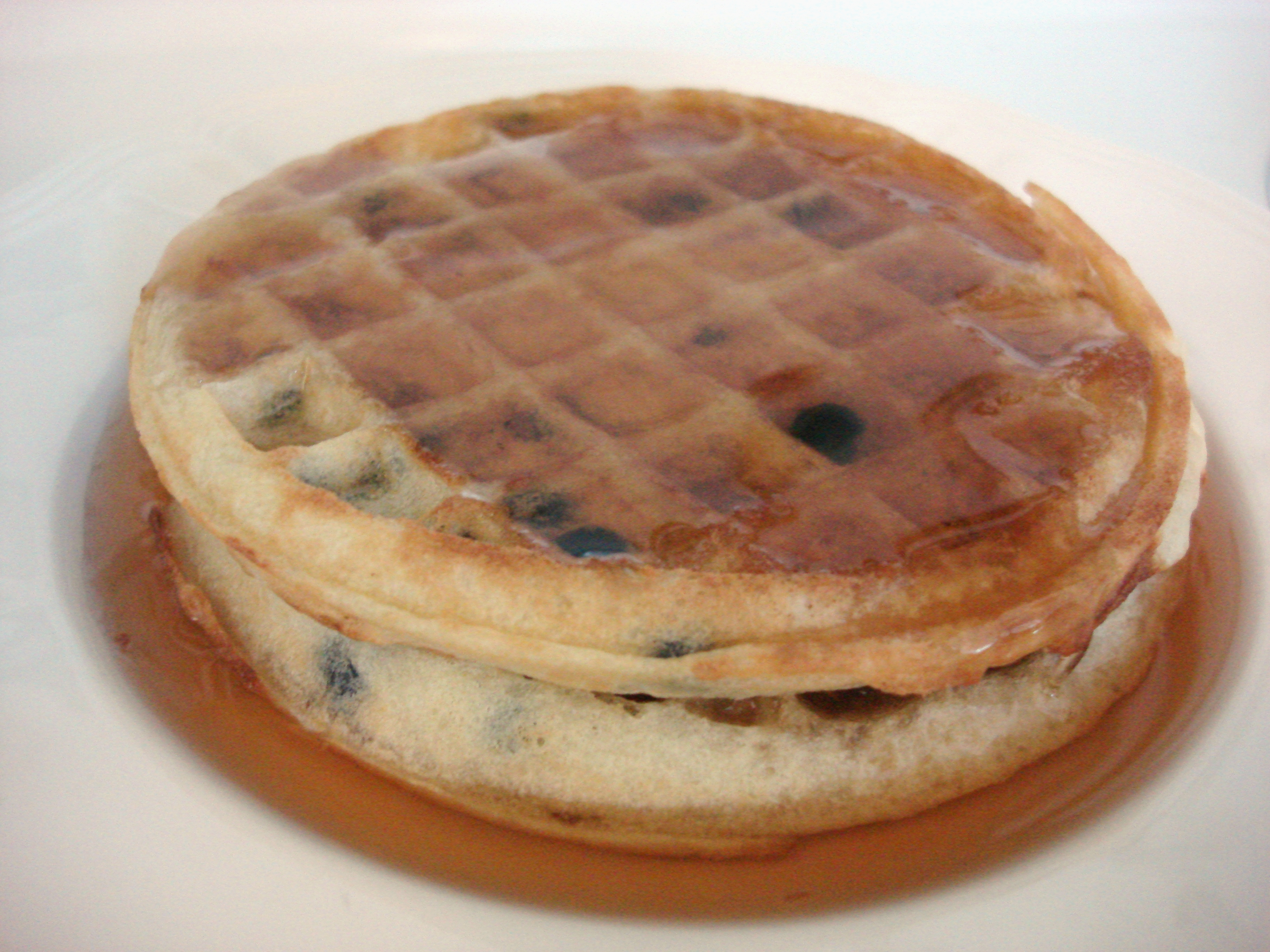
Uns waffles com xarope de bordo

Eggo é uma marca de waffles congelados que se distribui nos Estados Unidos, Canadá e México. Este produto distribui-se graças à Kellogg Company. Dispõe-se de diversas variedades que incluem as originais, arándanos (blueberry) e os chocolate chip. Em meados de junho do ano 2009, Eggo teve uma propriedade um 73% das acções das frozen waffle nos Estados Unidos. Os Eggo Waffles podem ser tostados facilmente numa torradeira, bem como num forno convencional.

## História
Os Eggo waffles foram inventados nos anos trinta em San Jose, Califórnia por três irmãos, Tony, Sam, and Frank Dorsa. No ano 1953, os irmãos Dorsa introduziram o Eggo frozen waffles aos supermercados nos Estados Unidos.  Os frozen waffles não requerem de uma máquina de waffles (waffle iron) para ser preparados. Os eggo waffles tomam seu nome por causa do ovo batido ("eggy"). Quando os irmãos Dorsas o introduziram no mercado estadounidense o denominaram: "Froffles" um acrónimo de frozen waffles. No entanto os consumidores começaram a referir-se aos eggos devido a seu sabor a ovo ("eggy"). O nome cativou aos irmãos e eles começaram-no a empregar em suas operações. No ano 1955 os irmãos Dorsa mudaram seu nome para "Eggo".
Em 2016, a série da Netflix Stranger Things apresentou os waffles Eggo como um tema-chave da história, trazendo a marca para uma atenção global além dos países onde a marca é vendida. No show, eles são a comida favorita da personagem Onze. 